# Sinomicrurus peinani
Sinomicrurus peinani — вид отруйних змій родини аспідових (Elapidae). Описаний у 2020 році.

## Назва
Вид названо на честь професора Пей-Наня Ю, видатного китайського лікаря, як визнання його внеску в лікування зміїних укусів.

## Поширення
Вид поширений в Гуансі-Чжуанському автономному районі на півдні Китаю і в провінціях Каобанг та Віньфук на півночі В'єтнаму.

## Опис
Тіло завдовжки 36-62 см. Тіло бежеве з 30-35 чорними поперечними смугами. На голові є широка біла поперечна смужка з перевернутим V-подібним переднім краєм. Черево біле з чорними цятками.

## Спосіб життя
Типові зразки знайдені на узліссі бамбукового лісу. У шлунку одного із зразків виявлено рештки китайського вужа.